# Неретљани
Неретљани су били једно од српских средњовековних племена. Настањивали су приморско подручје између ушћа реке Неретве и ушћа реке Цетине, као и суседна острва. На тим просторима је током раног средњовековног раздобља постојала Неретљанска кнежевина, коју су Византинци називали и Паганија. Неретљани су заједно са Захумљанима, Травуњанима, Конављанима и Дукљанима убрајани у приморске Србе, а њихова област је била саставни део Српског приморја.
Неретљани су били српско племе, које се у току 7. века населило на простору од Неретве до Цетине и на суседним острвима. Њихова је област била подељена на три жупе: Расточка, Мокро и Дален, а у њиховој су власти била и острва Мљет, Корчула, Брач и Хвар. Најпознатији су им градови били: Мокрон (римски Муцур, рушевине Макар близу Макарске), Врља (драга Вруља северно од Макарске), Острог (данас Заострог) и Лабинец (Лапчањ, данашњи Градац).
У каснијим се изворима област Неретљана зове Марониа, а Неретљани Мариани, што се тумачи као приморска област, Приморјани. Неретљани се јављају у 9. веку као гусари, који на Јадрану угрожавају пловидбу и трговину, нарочито млетачку, дуж својих обала, али се залећу и на југ до јужне Италије, а на север до Истре и млетачких лагуна. Због тога Млечани подузимају низ углавном безуспешних похода против Неретљана. Неретљански изасланик склапа мировни уговор са дуждом Иваном Партицијаком (829-836), те се Млечани обавезују на годишњи „дар“ Неретљанима, који ће им осигурати пролаз кроз њихове воде. Тај је уговор ускоро прекршен, али је и нови ратни поход дужда Петра III Цандиана 948. остао без већег успеха. Дужд Петар Орсело ускраћује 996. плаћање данка Хрватима и Неретљанима, те године 1000. води велику ратну експедицију против једних и других и побјеђује их. Тиме је моћ Неретљана на мору била сломљена.

## Историја
Најстарије податке о Неретљанима даје нам Константин VII Порфирогенит у свом делу „О управљању царством“ („De administrando imperio“). Порфирогенит помиње Неретљане у главама 29. (о Далмацији и суседним племенима), 30. (излагање о провинцији Далмацији), 36. (о Паганима који се називају и Неретљани и земљи у којој сада обитавају). Тадашњи опсег српског етничког простора потврђује и франачки хроничар Ајнхард, који је у својим „Аналима франачког краљевства“ („Annales Regni Francorum“) забележио, под 822. годином, да су Срби народ који држи велики део Далмације (ad Sorabos, quae natio magnam Dalmatiae partem obtinere dicitur).

### Земља Неретљана
Земља Неретљана простирала се на крајњем западу српских територија, од ушћа Неретве до ушћа Цетине. Према Порфирогениту, земљу коју сада насељавају раније су држали Ромеји које је Диоклецијан из Рима преселио у Далмацију. Воде порекло од некрштених Срба који су под вођством архонта пребегли цару Ираклију. Авари су поробили и ову земљу, па је за цара Ираклија поново насељена. Пагани се на ромејском језику називају Арентани, а њихова земља Арента. Назив потиче од реке Нарента тј. Неретва. Три су жупе у Неретљанској кнежевини: Мокро, Дален и Растока. У земљи Неретљана насељени су градови Мокро (дан. Макарска), Веруља (дан. Вруљ, између Макарске и Омиша), Острок (Заострог, јужно од Макарске), Славинеца (село Градац на морској обали, данас у рушевинама). Такође, Неретљани држе и острва Корчула (лат. Куркра, остаци романске топономастике сведоче о дугом отпору Византинаца), Мљет (спомиње га свети Лука у делима апостолским као Мелиту. Тамо је змија угризла Светог Петра за прст, а он ју је бацио у ватру), Хвар (лат. Фариа, ит. Лесина; најраније је славизирано), Брач (Брази, Порфирогенит даје само словенски назив што сведочи о раном славизирању). Ту су и друга острва: Хоара, Вис и Ластово. Она нису била под неретљанском, већ највероватније под византијском или млетачком влашћу. Област неретљана била је дугачка око 75 км, а широка 10 до 20 км.

### Најранија историја
Чести су напади словенских гусара на византијске територије. Они су чак покушавали да се населе и на Апенинском полуострву. Словенски напад на Сипонт 641. године често се везује за Словене. Прве историјске податке о Неретљанима дају нам млетачке хронике с прве половине 9. века. Податке су забележили хроничари Јован Ђакон и Андрија Дандоло. Око 829. године „посланик Словена са острва Неретве“ дошао је у Млетке ради склапања мира. Неретљани су убрзо прекршили мир те је млетачки дужд покренуо казнену експедицију против словенских гусара склапајући мир са Хрватима (839). Већ следеће, 840. године, он покреће нови поход који је завршен неуспехом. Иако је Неретљанска кнежевина била територијално мала држава, Неретљани су поседовали једну од најјачих флота на Јадрану.

### Покрштавање
Након опсаде Рагузе (Дубровника), цар Василије је обновио тему Далмацију са центром у Задру. Под Василијеву непосредну власт дошла су словенска племена настањена на јужном делу далматинске обале. Неретљани су остали слободни те су покрштени касније, али и они до 871. године. Те године су заробили папске легате који су се враћали из сабора у Цариграду (869-870) и одузели им саборска акта. На жалбу Лудвига II, Василије шаље флоту под командом Никите Орифа да казни Неретљане који тада потпадају под византијску власт. Покрштавање је било један од основних услова мировног споразума. Порфирогенит даје објашњење да реч „Пагани“ на словенском језику значи „некрштени“ повезујући је са тиме да су Неретљани покрштени касније. Међутим, период од неколико година разлике између времена покрштавања Неретљана и осталих српских кнежевина премали је за средњи век да цео народ поприми тај назив. Због тога Тибор Живковић сматра да покрштавање Срба не треба смештати у период владавине кнеза Мутимира већ да је оно извршено раније, могуће током владавине кнеза Властимира. Вест о каснијем покрштавању Неретљана је, међутим, свакако тачна. Неки неретљански посланик је 834. године ишао у Венецију како би са Млетачком склопио мир. Том приликом је примио хришћанство. Међутим, то не мора да значи да је читаво племе примило хришћанство, али је бар његов већи део био покрштен (Живковић). Тракови словенске митологије у топономастици крајева јужно од Сплита сведоче о дугом одржавању паганске вере код Неретљана. Неретљани нису учествовали у словенској опсади Барија 871. године, заједно са војском Лудвига Немачког због тога што су се у то време бавили пљачком (папских посланика). Шимун Милиновић наводи податак да су се Неретљани обратили популарном цару родом Славену Васиљу I молећи га да би им свешенике послао (Хрватске успомене из Далмације, pp. 269.).

### Неретљани од 9. до 11. века
Неретљани су наставили са пљачкањем млетачких бродова. Дужд Петар Кандијан је 887. године претрпео велики пораз у коме је изгубио и живот. Порфирогенит пише о састанку српског кнеза Петра Гојниковића и византијског стратега драча Лава Равдуха на територији Неретљана. Дакле, она је крајем 9. или почетком 10. века била у саставу Српске кнежевине. Није познато када је потпала под њену власт. Верује се да је Гојниковић искористио своју двадесетогодишњу мирну владавину да власт прошири на српске кнежевине у приморју. Такође је и Травунија у овом периоду у саставу Српске кнежевине. Због сукоба са Бугарском, Византија тражи ослонац на западу те је са папом ступила у преговоре о успостављању папске црквене јурисдикције у Далмацији. Посланици Неретљана не помињу се на Сплитском сабору из 925. године. Млетачка 948. године поново шаље бродове против Неретљана, али не успева да их покори.
Повод за поновно избијање сукоба било је заробљавање четрдесеторице Задрана од стране Неретљана. Задар се тада налазио у саставу Млетачке те је 1000. године дужд Петар II Орсеоло покренуо је велику флоту. Стигавши у Задар, послао је бродове који су заробили Неретљане. Неретљански кнез непознатог имена преговарао је са дуждом око ослобађања заробљеника. Том приликом закључен је мир, али је дужд ипак по повратку заузео Корчулу. Самуило је крајем 10. века у свом походу прошао кроз земљу Неретљана. Даљи ток устанка комитопула није се битно одразио на историју Неретљана. Извори ћуте о Неретљанима у наредном периоду. Њихов владар носио је титулу судије или морстика. Није познато да ли је он прихватао власт Стефана Војислава и других дукљанских владара. Млетачка између 1135. и 1145. године, уз одобрење Византије, осваја Брач и Хвар. Деса је 1151. године на Мљету подигао бенедиктански манастир Свете Марије.

### Крајињани
У другој половини 12. века, Неретљани су заједно са суседним Захумљанима били у саставу државе великог кнеза Мирослава, брата великог жупана Стефана Немање. Извори из тог времена сведоче да се власт кнеза Мирослава према западу простирала све до Омиша и ушћа Цетине, обухватајући самим тим и читаво неретљанско приморје. Као погранична област (крајина), земља Неретљана је од тог времена почела да се назива и Крајина, а њени становници Крајињани. Током 13. века, неретљанска Крајина је била најзападнија област државе Немањића. Почетком 1247. године, Крајињани су склопили уговор о пријатељству са Дубровчанима. У име Крајињана, уговор је заклетвом потврдио њихов кнез Држимир. У самом уговору и заклетви, доследно се употребљавају називи Крајина и Крајињани.
У међувремену, након оснивања аутокефалне Српске архиепископије (1219), подручје неретљанске Крајине је у црквеном смислу ушло у састав српске православне Хумске епархије, чије је прво средиште било у оближњем манастиру Богородице Стонске. Повеље српских владара из тог времена сведоче да је хумско епархијско властелинство обухватало и поседе у неретљанској Крајини, укључујући села Живогошће и Дрвеник.
Крајина је у саставу српске државе све до смрти краља Стефана Милутина Немањића (1282-1321). Искористивши потоње немире који су настали у Србији, неретљанску Крајину је својој држави прикључио босански бан Стефан II Котроманић. Средином 15. века, Крајињани су потпали под власт Стефана Вукчића Косаче, првог херцега од Светог Саве. Тиме је неретљанска Крајина постала део Херцеговачког приморја.
Крајињани су потпали под власт Турака око 1465. године, након чега је њихова област прикључена Херцеговачком вилајету, који је око 1482. године реорганизован као Херцеговачки санџак.. Током раздобља турске власти, највећи део неретљанске Крајине је био организован као нахија Приморје, а најзначајније место у тој области била је Макарска. Током Кандијског рата (1645-1669), на тим просторима је дошло до знатног покрета становништва, а масовна миграциона кретања су настављена и током Морејског рата (1684-1699), када је највећи део неретљанске Крајине потпао под млетачку власт, путем укључивања у састав Млетачке Далмације.

## Привреда
Сем гусарења, Неретљани су се бавили трговином, узгајањем маслина, смокава и винове лозе. Византинци су се на овим просторима претежно бавили земљорадњом, док су Неретљани углавном били сточари. То је било условљено природом терена. Из сачуваних топонима види се да је земља била пуна мочвара и шума, а обрадивог земљишта је било мало. То се поклапа и са описом кога су оставили крсташи приликом проласка кроз ове земље крајем 11. века. Из каснијих средњовековних извора сазнајемо да су се у земљу Неретљана увозиле житарице, а извозило се вино, усољена риба, суво вође и др. Ипак је најуносније било гусарење. Није искључено да се плен делио на исти начин како се делила и риба: половина припада организатору напада и бродовласнику, а половина учесницима. Тип бродова кога су Неретљани користили звао се сагена. Имао је јарбол и посаду од 40 веслача, уједно и бораца. Сагене су биле сличне викиншким дракарима. Сем сагена, Неретљани су користили и кондуре, сличног изгледа, али доста мањи, са посадом од 20 веслача.

## Извори и литература